# The Galloping Devil
The Galloping Devil è un film muto del 1920 diretto da Nate Watt e interpretato da Franklyn Farnum, Bud Osborne e Genevieve Bert. 
La sceneggiatura di William E. Wing si basa su The Happy Family, romanzo di B. M. Bower (pseudonimo della scrittrice Bertha Muzzy Sinclair), pubblicato a New York nel 1910.

## Trama
Andy Green trova lavoro nel ranch Flying U come cowboy addetto alla marchiatura del bestiame. Chip, il proprietario del ranch, ha dei problemi con Dunk, il suo caposquadra, che ha cercato di far firmare alcuni documenti alla sua pupilla, Elsie Gray, la quale però, si è rifiutata di farlo avendo saputo che lui le aveva rubato parte del denaro. Dopo i suoi contrasti con Chip, Dunk acquista il ranch vicino dove però non si allevano bovini ma pecore. I suoi piani sono quelli di mettere in ginocchio l'impresa di Chip e, per riuscirci, interrompe l'approvvigionamento idrico del Flying U, mettendo in pericolo il bestiame del suo rivale. Dopo un incidente nel quale Chip si rompe una gamba, Andy viene nominato caposquadra. L'uomo si dimostra un valido aiutante e mostra il proprio coraggio negli scontri che si susseguono tra mandriani e pastori. Andy riesce anche a impedire che Elsie sottoscriva le rivendicazioni di Dunk in cambio della promessa di fare ritornare l'acqua per il ranch. Dopo una dura lotta, Andy batte definitivamente Dunk. Elsie, ormai innamorata di lui, perde ogni interesse per Pink, quello che la voleva sposare, e invece accetta con entusiasmo la proposta di matrimonio che la fa Andy, ormai nominato stabilmente caposquadra del Flying U.

## Produzione
Il film fu prodotto dalla Canyon Pictures Corporation con il titolo di lavorazione Andy of the Flying U.

## Distribuzione
Il copyright del film, richiesto dalla Canyon Pictures Corp., fu registrato il 20 novembre 1920 con il numero LU15815.

Distribuito dalla Aywon, il film uscì nelle sale statunitensi nel novembre 1920.

### Conservazione
Copie complete della pellicola si trovano conservate negli archivi della Library of Congress di Washington.